# Nagoro
Nagoro (japonsky 名頃) je malá vesnice nacházející se v horské oblasti prefektury Tokušima na Šikoku, jednom ze čtyř hlavních ostrovů Japonska. Vesnice je známá svými ručně vyráběnými strašáky, kteří zde nahrazují klesající lidskou populaci a přitahují turisty z celého světa.

## Popis
Nagoro je částí obce Iya, která se nachází v odlehlém údolí obklopené strmými horami. Po druhé světové válce zde žilo několik stovek obyvatel, převážně zemědělců a lesních pracovníků. V důsledku urbanizace a migrace mladých obyvatel do měst populace vesnice postupně klesala. V roce 2023 zde žilo pouze několik stálých obyvatel.

## Strašáci
Vesnice Nagoro se proslavila díky ručně vyráběným strašákům, které vytváří místní umělkyně Ajano Cukimi. Tyto strašáky, většinou v životní velikosti, umisťuje na různá místa ve vesnici, aby připomínali bývalé obyvatele a pracovníky. Figuríny lze nalézt u domů, v polích, na autobusových zastávkách nebo ve škole, která byla uzavřena kvůli nedostatku studentů. Aktuálně se počet strašáků odhaduje na více než 300.

## Turismus
Nagoro se stalo populární turistickou destinací díky své jedinečné atmosféře. Návštěvníci z celého světa sem přijíždějí, aby viděli figuríny a zažili klidnou, nostalgickou atmosféru. Vesnice rovněž slouží jako příklad důsledků vylidňování venkovských oblastí Japonska.

## Doprava
Nagoro je dostupná pouze po silnici. Nejbližší větší město je Mijoši, odkud vede cesta do horských oblastí. V důsledku odlehlosti je oblast obtížně přístupná veśkerou veřejnou dopravou.

## Kulturní význam
Strašáci v Nagoru představují nejen umělecký projekt, ale i způsob, jak uchovat paměť na bývalé obyvatele a tradiční život v japonských horách. Ajano Cukimi vytvořila tuto tradici jako způsob, jak přinést do vesnice nový život a upozornit na problém stárnoucí populace a vylidňování venkova.